# 알로라지방
알로라 지방(한국 한자: 알로라地方 일본어: アローラ地方 아로라치호[*] 영어: Alola Region)은 포켓몬스터 시리즈에 등장하는 가상의 장소이다. 미국 하와이주를 바탕으로 만들어졌으며, 포켓몬스터 썬·문과 포켓몬스터 울트라썬·울트라문은 이 지방을 배경으로 진행된다. 이 지방의 스타팅 포켓몬은 나몰빼미, 냐오불, 누리공이다.

## 멜레멜레섬
- 1번 도로
- 1번 도로 하우올리시티 변두리
- 릴리마을
- 마할로 산길
- 트레이너 스쿨
- 하우올리시티 비치사이드 에리어
- 하우올리시티 쇼핑 에리어
- 하우올리시티 포트 에리어
- 2번 도로
- 빅웨이브 비치
- 우거진 동굴
- 3번 도로
- 멜레멜레 화원
- 바다연결 동굴
- 멜레멜레해
- 텐캐럿힐
- 하우올리 묘원
- 칼라에만
- 해변 동굴

## 아칼라섬
- 환대시티
- 환대비치
- 4번 도로
- 오하나마을
- 오하나목장
- 5번 도로
- 잔잔한 물가언덕
- 6번 도로
- 로열 애버뉴
- 7번 도로
- 벨라화산공원
- 8번도로
- 셰이드정글
- 디그다터널
- 9번도로
- 코니코니시티
- 메모리얼힐
- 아칼라외곽
- 생명의 유적
- 하노하노리조트
- 하노하노비치
- 피카츄 골짜기
- 에테르파라다이스

## 울라울라섬
- 말리에시티
- 말리에 정원
- 10번 도로
- 호쿠라니큰산
- 호쿠라니천문대
- 11번 도로
- 12번 도로
- 13번 도로
- 카푸마을
- 15번 수로
- 14번 수로
- 수퍼•메가싸네 철거지
- 16번 도로
- 울라울라 화원
- 17번 도로
- 포마을
- 수상한 저택
- 말리에시티 외곽해안가
- 화끈산
- 울라울라비치
- 하이나사막
- 월륜의 호수
- 일륜의 호수
- 라나키나마운틴
- 포켓몬리그

## 포니섬
- 바다민족의 마을
- 포니들판
- 포니비치
- 포니옛길
- 포니의 거친 해안
- 피안의 유적
- 나시•아일랜드
- 포니대협곡
- 일륜의 재단
- 월륜의 재단
- 울트라메가로폴리스(울트라썬문에서만 나온다.)